# Pommelsbrunn
Pommelsbrunn är en kommun och ort i Landkreis Nürnberger Land i Regierungsbezirk Mittelfranken i förbundslandet Bayern i Tyskland.